# 南京市人民代表大会常务委员会
南京市人民代表大会常务委员会（简称南京市人大常委会）是中华人民共和国江苏省南京市人民代表大会的常设机关，对南京市人民代表大会负责并报告工作。依法在本市行政区内行使监督权、重大事项决定权、地方立法权和人事任免权。

## 历史沿革
中华人民共和国1954年宪法及地方组织法并未规定设置县级以上人大的常务机关。1979年7月，第五届全国人民代表大会第二次会议通过《关于修正中华人民共和国宪法若干规定的决议》，其中规定：“县和县以上地方各级人民代表大会设立常务委员会，它是本级人民代表大会的常设机关”。
1980年12月28日至1981年1月3日，南京市第八届人民代表大会第一次会议召开，选举产生南京市第八届人民代表大会常务委员会，标志着南京市人民代表大会常务委员会的正式成立。
1984年8月8日，南京市第九届人民代表大会常务委员会第十次会议审议通过了《南京市噪声管理条例》等3部地方性法规的修改草案，首开南京市地方立法工作先河。

## 职责
1. 在本行政区域内，保证宪法、法律、行政法规和上级人民代表大会及其常务委员会决议的遵守和执行；
2. 主持市人民代表大会代表的选举；
3. 召集市人民代表大会会议；
4. 讨论、决定本市的政治、经济、教育、科学、文化、卫生、城市建设、环境和资源保护、民政、民族等工作的重大事项；
5. 审查和批准决算，听取和审议国民经济和社会发展计划、预算的执行情况报告，听取和审议审计工作报告；根据市人民政府的建议，决定对本市国民经济和社会发展计划、预算的部分变更；
6. 监督市人民政府、市中级人民法院和市人民检察院（以下简称“一府两院”）的工作，联系市人民代表大会代表，受理人民群众对上述机关和国家工作人员的申诉和意见；听取和审议“一府两院”的专项工作报告；有计划地对有关法律、法规实施情况组织执法检查；
7. 审查、撤销区县人民代表大会及其常务委员会的不适当的决议、决定；
8. 审查、撤销市人民政府的不适当的决定、命令；
9. 在市人民代表大会闭会期间，决定副市长的个别任免；在市人民政府市长、市中级人民法院院长、市人民检察院检察长因故不能担任职务的时候，从“一府两院”副职领导人员中决定代理的人选；决定代理检察长，须报省人民检察院和省人民代表大会常务委员会备案；
10. 根据市长的提名，决定市人民政府秘书长、主任、局长的任免，报省人民政府备案；
11. 按照人民法院组织法和人民检察院组织法的规定，任免市中级人民法院副院长、庭长、副庭长、审判委员会委员、审判员，任免市人民检察院副检察长、检察委员会委员、检察员，批准任免下一级人民检察院检察长；
12. 在市人民代表大会闭会期间，决定撤销个别副市长的职务；决定撤销由它任命的市人民政府其他组成人员和市中级人民法院副院长、庭长、副庭长、审判委员会委员、审判员，市人民检察院副检察长、检察委员会委员、检察员的职务；
13. 根据主任会议的提名，任免市人大常委会副秘书长，办公厅、研究室、工作委员会主任、副主任； 在市人民代表大会闭会期间，根据主任会议的提名，可以补充任命市人民代表大会专门委员会的个别副主任委员和部分委员；
14. 在市人民代表大会闭会期间，补选省人民代表大会出缺的代表和罢免个别代表；
15. 在市人民代表大会闭会期间，领导专门委员会工作；
16. 决定授予市一级荣誉称号。

## 机构设置
南京市人大常委会设置以下机构：
- 南京市人大常委会办公厅
  - 秘书处
  - 人事处
  - 信访处
  - 行政处
  - 接待处
  - 老干部处
  - 信息处
  - 机关党委
- 南京市人大常委会研究室
  - 调研处
  - 宣传处
- 南京市人大常委会预算工作委员会
  - 办公室
  - 预算监督处
- 南京市人大常委会法制工作委员会
  - 办公室
  - 备案审查处
  - 立法处
- 南京市人大常委会农业和农村工作委员会
  - 办公室
- 南京市人大常委会教育科学文化卫生委员会
  - 办公室
- 南京市人大常委会环境资源城乡建设委员会
  - 办公室
- 南京市人大常委会民族宗教侨务外事委员会
  - 办公室
- 南京市人大常委会人事代表联络委员会
  - 办公室
  - 议案建议处

## 历届领导

### 第八届
- 任期：1981年1月－1983年4月
- 主任：刘峰
- 副主任：王敬群（－1982年1月）、朱启銮、吴良杰、廖运昇（1981年8月20日逝世）、沙轶因、李钊、单宗肃、章臣桓、章师明（1982年3月－1983年2月）

### 第九届
- 任期：1983年4月－1988年1月
- 主任：徐智
- 副主任：房震、肖平（1986年3月辞任）、孙一山（1986年3月辞任）、沙轶因（1986年3月辞任）、周维迅、麦保曾、王吉森、曹琬（1986年3月增选）
- 秘书长：

### 第十届
- 任期：1988年1月－1993年3月
- 主任：马昭宏
- 副主任：葛德滋、王吉森、周维迅、曹琬、姜虹飞、郑风翔（1992年3月补选）
- 秘书长：

### 第十一届
- 任期：1993年3月－1998年1月
- 主任：胡序建
- 副主任：郑风翔、沃丁柱（－1994年2月）、姜虹飞、吉忠坤、石尚群、马双菊（1994年3月补选）、黄顺生（1995年2月补选）、姚志炳（1996年1月补选）
- 秘书长：

### 第十二届
- 任期：1998年1月－2003年1月
- 主任：王志龙
- 副主任：吉忠坤、姚志炳、石尚群、马双菊、黄顺生、陈安吉、张连发（2000年1月补选）、程从武（2000年1月补选）
- 秘书长：

### 第十三届
- 任期：2003年1月－2008年1月
- 主任：胡序建
- 副主任：周学柏（－2003年5月）、程从武（－2006年1月）、徐正荣、黄煌、金琳琳（－2005年11月）、徐克勤、刘国华、盛金隆（2006年1月14日补选）、戴永宁（2006年1月14日补选）、奚永明（2006年1月14日补选[4]）
- 秘书长：

### 第十四届
- 任期：2008年1月－2013年1月
- 主任：陈家宝
- 副主任：李福全、黄煌、王德君、张宁生、金实、杨植（2009年1月当选）、许慧玲（2012年1月当选）、单景南（2012年1月当选）
- 秘书长：刘爱平

### 第十五届
- 任期：2013年1月－2018年1月
- 主任：陈绍泽
- 副主任：陈维健（2015年1月9日辞任）、李琦（2017年1月13日辞任）、单景南、陈礼勤（2016年1月14日辞任）、李奇、张一新（2017年1月13日当选）
- 秘书长：侯成新 → 林克勤（2017年1月13日当选[5]）

### 第十六届
- 任期：2018年1月－2023年1月
- 主任：龙翔
- 副主任：郭腊军（2021年1月14日辞任）、陈华、林克勤（2021年1月14日辞任）、张一新、张俊、孙建友（2020年1月12日－2022年4月10日）、李世贵（2021年1月14日当选）、罗群（2022年4月10日当选[6]）
- 秘书长：林克勤 → 邵建光（2019年1月任）

### 第十七届
- 任期：2023年1月－
- 主任：龙翔
- 副主任：胡万进、戴华杰、刘伟、许明、谈健
- 秘书长：许明